# Jimmy Grier
James W. „Jimmy“ Grier bzw. James W. „Jimmie“ Grier (* 17. März 1902 in Pittsburgh; † 4. Juni 1959 in Los Angeles) war ein amerikanischer Jazzmusiker (Klarinette, Komposition) und Bandleader.

## Leben und Wirken
Grier arbeitete ab den späten 1920er-Jahren in den Bands von Gus Arnheim (bei dem 1928 erste Aufnahmen für Okeh Records entstanden), Abe Lyman, George Stoll sowie mit Connee Boswell. Von 1931 bis 1933 betätigte er sich als Bandleader und spielte in den folgenden Jahren (u. a. mit Bing Crosby und Russ Colombo als Gastvokalisten) einige Titel für Brunswick, Columbia und Decca Records ein, wie Rock and Roll/If I Had a Million Dollars (mit The Boswell Sisters, Columbia, 1934), Live and Love To Night/Cocktails for Two (Brunswick, 1934, mit Carl Brisson), Hollywood at Vine/In a Little Street Cafe (Brunswick, 1935) und Fight On/All Hail/Strike Up the Band for UCLA (Decca). Mit The Object of My Affection (Gesang Pinky Tomlin) hatte Grier 1934 in den USA einen Nummer-eins-Hit. Als Songwriter arbeitete er außerdem mit Tomlin bei zahlreichen weiteren Popsongs wie Music in the Moonlight, Bon Voyage, Remember Cherie, Hollywood at Vine, Silver River, Anitra's Boogie, What's the Reason? und Ivy-Covered Harbor zusammen.
Bis 1937 arbeitete Grier mit seinem Orchester im Biltmore Hotel, bevor er ein Tournee-Orchester leitete. Im Zweiten Weltkrieg diente er in der US-Küstenwache und war Stellvertreter von Rudy Vallée, dem er als Leiter der Coast Guard Band im Rang eines Lieutenant nachfolgte. Nach Kriegsende reaktivierte er seine alte Band im Biltmore Bowl, arbeitete dann, als der Erfolg der Bigbands nachgelassen hatte, in Hollywood mit einem kleineren Ensemble, außerdem als Discjockey. Schließlich gab er das Musikgeschäft ganz auf und war als Immobilienmakler tätig.